# Macharynci (obwód chmielnicki)
Macharynci (ukr. Махаринці) – wieś na Ukrainie, w obwodzie chmielnickim, w rejonie chmielnickim, w hromadzie Staryj Ostropil, nad Popiwką. W 2001 roku liczyła 247 mieszkańców.